# George C. Pimentel
George Claude Pimentel (Fresno, 2 maggio 1922 – Kensington, 18 giugno 1989) è stato un chimico statunitense.
È noto principalmente per aver sviluppato la tecnica di isolamento in matrice rigida e per aver ottenuto il primo laser chimico. Sono molto noti anche i suoi libri The Hydrogen Bond, Chemistry: An Experimental Science e Opportunities in Chemistry. Nel 1982 ha vinto il Premio Wolf per la chimica.

## Biografia
Nato da genitori francesi nei pressi di Fresno (California), crebbe in una delle zone più povere di Los Angeles. Dopo il diploma di scuola superiore si iscrisse nel 1939 alla Università della California, Los Angeles studiando dapprima ingegneria chimica e successivamente chimica fisica, laureandosi nel 1943. Il suo primo impiego fu a Berkeley nel Progetto Manhattan lavorando ai processi di separazione del plutonio. Compreso lo scopo del progetto preferì arruolarsi in marina come volontario nei sommergibili. Dopo la guerra tornò a Berkeley a studiare spettroscopia infrarossa presso Kenneth Pitzer. Ottenne il Ph.D. nel 1949 e nel 1959 fu nominato professore. Trascorse il resto della sua carriera a Berkeley, dove è stato direttore del Laboratorio di Dinamica Chimica e direttore associato del Lawrence Berkeley National Laboratory. Nel 1967 fece domanda per diventare astronauta scienziato e superò con successo i vari test, ma alla fine fu scartato per un leggero difetto alla vista. Morì nel 1989 a causa di un cancro all'intestino nella sua casa di Kensington (California).

## Ricerche
Le ricerche di Pimentel sono documentate da più di 200 pubblicazioni su riviste specialistiche. I principali argomenti di cui si interessò furono i seguenti.

### Tecnica di isolamento in matrice rigida
Pimentel è considerato il fondatore di questa tecnica, sviluppata negli anni cinquanta, tecnica che permette di isolare e osservare specie altamente reattive come i radicali liberi e altre specie instabili. In questo approccio la specie reattiva viene dispersa entro una matrice solida composta da un materiale inerte. Se la temperatura è sufficientemente bassa, le singole molecole di specie reattiva sono intrappolate nella matrice rigida, non possono reagire, e possono essere agevolmente osservate con tecniche spettroscopiche. Per formare la matrice rigida Pimentel usò inizialmente xeno, diossido di carbonio e tetracloruro di carbonio gelati alla temperatura dell'azoto liquido (–196 °C), mentre le specie intrappolate venivano caratterizzate tramite spettroscopia infrarossa. Nei laboratori di ricerca attualmente (2014) per formare le matrici rigide si usano più comunemente miscele di solventi che gelano formando vetri trasparenti (come ad esempio EPA, etere dietilico/isopentano/etanolo in rapporti 5:5:2).

### Spettroscopia infrarossa e legami chimici
Gli studi di spettroscopia infrarossa su moltissime specie permisero a Pimentel di approfondire le conoscenze sui legami chimici, e in particolare sul legame idrogeno, portando nel 1960 alla pubblicazione del testo The Hydrogen Bond che rimase un classico per molti anni. A partire dal 1961 sviluppò un nuovo spettrofotometro infrarosso a scansione rapida che permetteva di osservare per la prima volta specie transienti con tempi di vita molto brevi (> 50 μs).
Riguardo alla teoria del legame chimico propose un modello di legame a tre centri e quattro elettroni, ancora valido per interpretare in modo semplice i legami in specie ipervalenti.

### Ricerche su Marte
Nel 1969 costruì una nuova versione dello spettrofotometro infrarosso a scansione rapida, che fu montato nelle sonde Mariner 6 e 7 per studiare la superficie e l'atmosfera di Marte.

### Laser chimico
Pimentel fu il primo a sviluppare un laser chimico, cioè un laser dove l'energia di una reazione chimica esotermica è usata per produrre una radiazione elettromagnetica coerente. Nel 1964 ottenne impulsi laser a 1300 nm da atomi di iodio eccitato prodotti dalla fotodissociazione di CF3I. In seguito ottenne emissione laser da HCl eccitato prodotto per esplosione di una miscela H2/Cl2, e da HF eccitato prodotto da una miscela H2/F2.

## Didattica e società
Nel 1960 negli Stati Uniti fu lanciato il progetto CHEM STUDY, teso a migliorare la percezione e l'insegnamento della chimica nelle scuole superiori. Pimentel fu nominato coordinatore e revisore di un nuovo testo di chimica. Scritto con la collaborazione di altri 20 autori, il testo Chemistry: An Experimental Science ebbe un successo enorme, vendette più di un milione di copie, e fu tradotto in numerose lingue, compreso l'italiano. Nell'ambito del progetto CHEM STUDY Pimentel contribuì inoltre alla produzione di filmati e altro materiale didattico.
Pimentel ha organizzato e diretto la pubblicazione del rapporto Opportunities in Chemistry, edito dalla Accademia nazionale delle scienze, noto anche come Rapporto Pimentel.

## Onorificenze e incarichi
Pimentel ha ricevuto numerosi premi; tra i più significativi sono il Premio Wolf per la chimica (1982), il Premio Peter Debye (1983), la National Medal of Science (1985) e la Medaglia Priestley (1989).
È stato membro di molte accademie, tra cui: Accademia nazionale delle scienze (Stati Uniti d'America) (1966), American Academy of Arts and Sciences (1968), American Philosophical Society (1985), Royal Society of Chemistry (1987) e Royal Institution (1989). Nel 1986 è stato presidente della American Chemical Society.
In suo onore la American Chemical Society ha istituito il Premio Pimentel per l'insegnamento della chimica.